# Myrmoteras morowali
Myrmoteras morowali är en myrart som beskrevs av Mark W. Moffett 1985. Myrmoteras morowali ingår i släktet Myrmoteras och familjen myror. Inga underarter finns listade i Catalogue of Life.